# Ante Rokov Jadrijević
Ante Rokov Jadrijević,(1938. – 10.09.2016) dipl. ing., bio je hrvatski publicist iz Brtonigle. Povremeni je suradnik nekolicine hrvatskih listova: Hrvatskog slova, Fokusa, Vjesnika, portal Hrsvijet.net. i druge. Bio je članom HSS-a i Hrvatskih socijaldemokrata.

## Djela
- Ćutanje kao sudbina: (tražio sam riječ), Izola, Samozal., 1989.
- Kako ne biti Hrvat: (podsjetnik), vlast. nakl., 1996.

## Vanjske poveznice
- Semper Paratus Croatiae